# Koriabo
Koriabo es una comunidad en la región de Barima-Waini en Guyana, que se encuentra en la Guayana Esequiba, territorio disputado con Venezuela
Las plantaciones neerlandesas fueron establecidas en el área en la década de 1760-70.
- Datos: Q1784423